# Liste der Salinen Deutschlands
Die Liste von Salinen in Deutschland erfasst noch aktive und bereits stillgelegte Salinenbetriebe in Deutschland.

## Liste

### Baden-Württemberg
| Name der Saline                       | Kreis                  | Ort                       | Beginn                     | Ende                        | Salzarten                                           | Anmerkungen zur älteren Geschichte | Heutiger Zustand |
| ------------------------------------- | ---------------------- | ------------------------- | -------------------------- | --------------------------- | --------------------------------------------------- | --- | --- |
| Saline Bretten                        | Karlsruhe              | Bretten                   | etwa Mitte 13. Jahrhundert | etwa Anfang 15. Jahrhundert | Siedesalz                                           | keine näheren Überlieferungen. | Spuren. |
| Saline Bruchsal                       | Karlsruhe              | Bruchsal                  | 1721                       | 1824                        | Siedesalz                                           | Siedehaus mit 3 Pfannen; 2,5%ige Sole wurde zunächst ungradiert versotten. Erst ab 1752 errichtete der Salinist Joachim Friedrich von Beust ein Dorngradierwerk von 2450 m Länge. Der abnehmende Salzgehalt der Solquelle führte zur Betriebseinstellung 1824. | Heute erinnert in Bruchsal nur noch die „Salinenstraße“ an die ehemalige Salzproduktion. Die Saline musste nach Gründung der staatlich badischen Salinen Dürrheim und Rappenau geschlossen werden, welche gesättigte Sole verarbeiteten. |
| Saline Dürrheim                       | Schwarzwald-Baar-Kreis | Bad Dürrheim              | 1822                       | 1971                        | Siedesalz                                           | Im Jahre 1822 fand man bei Bohrungen ein unterirdisches Salzlager. Die Sole mit einem Salzgehalt von 27 % wurde seit 1823 gefördert und in der Saline in großen Siedepfannen zu Speisesalz gesiedet. Seit 1883 wird die Sole für Badekuren genutzt (darum Solbad). 1921 erhielt Dürrheim das Prädikat Bad. Die Dürrheimer Saline wurde in den 1920er Jahren mit der Saline Bad Rappenau vereinigt, in den 1960er Jahren Teil der Südwestdeutschen Salz AG, die 1971 mit dem Heilbronner Salzwerk zur Südwestdeutschen Salzwerke AG fusionierte, und daraufhin aus wirtschaftlichen Gründen stillgelegt. | Heute erinnern u. a. die Solebohrtürme aus dem 19. Jahrhundert an die Salinenzeit. |
| Saline Bad Friedrichshall             | Heilbronn              | Bad Friedrichshall        | 1817                       | bis dato                    | Siedesalz                                           | Die Saline entstand 1817 als staatlich württembergische Gründung an der Stelle, wo bei einer von der Bergbehörde unternommenen Tiefbohrung am 1. September 1815 zum ersten Mal in Deutschland gesättigte Sole erbohrt worden war. Siedegebäude mit 14 Siedepfannen, 4 Bohrlöcher mit Solpumpenanlage. Jährliche Produktion von cs. 20.000 t Siedesalz. 1853–1858 wurde bei Jagstfeld die erste Schachtanlage zur Steinsalzgewinnung erstellt, welche 1895 infolge Wassereinbruchs zum Erliegen kam. | |
| Saline Gerabronn                      | Schwäbisch Hall        | Gerabronn                 | 1753                       | 1792                        | Siedesalz                                           | 17 m Brunnenschacht, 1 Gradierhaus, mehrere Siedehütten. Die nur ca. 1%ige Sole erbrachte z. B. 1781 lediglich eine Jahresproduktion von ca. 14 t. | Spuren. |
| Saline Heilbronn                      | Heilbronn              | Heilbronn                 | 1887                       | 1945                        | Siedesalz                                           | Rohsalzgewinnung unter Tage im Schacht Heilbronn. Produktion im Salzwerk Heilbronn i.J. 1888: 69.500 t Steinsalz und 25.000 t Siedesalz. Anfang des 20. Jahrhunderts waren 16 Siedepfannen im Betrieb. | Spuren. |
| Saline Jagstfeld                      | Heilbronn              | OT von Bad Friedrichshall | 1817                       | 1869                        | Siedesalz                                           | 1816 in 148 m Teufe ein großes Steinsalzlager erbohrt. 1817 Errichtung des Salinengebäudes. 1 Solereservoir, im Siedehaus war eine Vorwärm- und eine Siedepfanne. Später kamen weitere Solebohrungen hinzu. Produktion. 1820 = 850 t, 1821 = 5.000 t, 1822 = 8.500 t. Die Kapazität lag bei 15.000 t. | Spuren. |
| Saline Mosbach                        | Neckar-Odenwald-Kreis  | Mosbach                   | 1764                       | 1824                        | Siedesalz                                           | Sole nur knapp 1,5%ig. Dorngradierwerk von 280 m Länge. Jährliche Produktion nicht über 200 t. | Spuren („Gutleutbrunnen“). |
| Saline Offenau                        | Heilbronn              | Offenau                   | 1754                       | 1929                        | Siedesalz, Viehsalz                                 | Sole weniger als 2%ig. Produktion von 1756 bis 1797 etwa 12.000 t Siedesalz und 3.000 t Viehsalz. 1810: Eine Solebohrung fand in 135 m Teufe höherprozentige, eine weitere später sogar gesättigte Sole. | Spuren. |
| Saline Rappenau                       | Heilbronn              | Bad Rappenau              | 1823                       | 1969                        | Siedesalz (Speise-, Vieh-, Bade- und Industriesalz) | 6 Bohrlöcher, Solreservoir, 5 Siedehäuser mit 17 Siedepfannen. Produktion 1936: rund 20.000 t Siedesalz. Belegschaft. 79 Mann. | Die zu Heilzwecken angewandten Solebäder begründeten den heutigen Rappenauer Kurbetrieb und den Bädertitel der Stadt. Das ehemalige Salinengelände ist heute Teil des Kurparks, Sole wird weiterhin zu Heilzwecken gewonnen. |
| Saline Wilhelmshall bei Rottenmünster | Rottweil               | Rottweil                  | 1824                       | 1969                        | Siedesalz                                           | 6 Siedehäuser mit 6 Siede- und 12 Trockenpfannen, Solereservoir, 3 Bohrlöcher mit Solepumpanlage. 1936: etwa 7.000 t Siedesalz, Belegschaft 50 Mann. Insgesamt wurden rund 800.000 t Siedesalz gewonnen. | Der 1975 gegründete Solebadverein nahm sich auch der Aufgabe der musealen Nutzung dieses Bereichs an. Seine Mitglieder sammelten Geräte und Werkzeuge, Dokumente und Bildmaterial aus der Salinenzeit und richteten die maschinelle Ausstattung des „Unteren Bohrhauses“ wieder her. 1983 wurde einer der Rundbehälter von der Höhe zwischen Prim- und Neckartal hierher versetzt, der heute als Ausstellungsraum dient. Nach Auflösung des Solebadvereins übernahm die Stadt Rottweil dieses Museum. Seit 1986 wird es vom Förderverein Saline-Museum Rottweil e.V. ehrenamtlich betrieben. |
| Saline Schwäbisch Hall                | Schwäbisch Hall        | Schwäbisch Hall           | vor 1200                   | 1924                        | Siedesalz                                           | 8%ige Sole. Die Saline gehörte ursprünglich dem König, doch bereits 1306 lagen die Eigentumsrechte überwiegend bei Haller Bürgerfamilien. Später erwarb der reichsstädtische Magistrat einen entscheidenden Einfluss auf die Salzgewinnung. | 1924 schloss der württembergische Staat aus wirtschaftlichen Gründen die Saline, die zuletzt nur noch 30 bis 35 Menschen beschäftigt hatte. Die Bauten wurden in der Folge weitgehend abgerissen. Abgesehen vom Haalbrunnen auf dem als Parkplatz genutzten Haalplatz haben sich kaum sichtbare Spuren der Salzgewinnung erhalten. |
| Saline Wilhelmshall bei Schwenningen  | Schwarzwald-Baar-Kreis | Villingen-Schwenningen    | 1824                       | 1865                        | Siedesalz                                           | Nach einer geglückten Tiefbohrung im Jahre 1823 erfolgte das Hochpumpen der Sole mittels zweier so genannter Rosskünste. In fünf Siedehäusern mit je fünf Siede- und Dampfpfannen produzierte diese Saline in ihrer Betriebszeit insgesamt etwa 160.000 t Siedesalz. | Spuren. |
| Saline Stetten                        | Zollernalbkreis        | Stetten bei Haigerloch    | 1854                       | 1924                        | Siedesalz                                           | 1853 fand das Salzbergwerk Stetten in 123 m Teufe ein Steinsalzlager. Aufgelöstes Grubensalz wurde in einer einzigen, 70 m² großen Siedepfanne gesotten. Jahresproduktion stieg von anfangs 600 t auf fast 2000 t anno 1896. | Die Saline wurde 1924 stillgelegt und die Gebäude später abgebrochen. Das Salzbergwerk Stetten wird heute noch betrieben. |
| Saline Sulz am Neckar                 | Rottweil               | Sulz am Neckar            | vor 1252                   | 1924                        | Siedesalz                                           | 2-3%ige Sole. Anfangs 14 Siedehütten, später ein neues großes Siedehaus mit 4 Siedepfannen à 10 m² Grundfläche. Die seit 1571 bestehenden Strohgradierwerke wurden um 1750 abgerissen und an deren Stelle Dorngradierwerke errichtet. Die Jahresproduktion, welche jahrhundertelang nur 300 t betrug, erhöhte sich auf 1000 t. | Spuren; in Erinnerung an die frühere Bedeutung der Salzgewinnung aus Sole wird seit dem Neubau des Freibads das Schwimmbecken mit Sole gefüllt und ist damit das einzige Solefreibad im Umkreis. |
| Saline Weißbach                       | Hohenlohekreis         | Weißbach (Hohenlohe)      | vor 1237                   | 1827                        | Siedesalz                                           | Im ausgehenden Mittelalter beginnt die Salzgewinnung. In der Nachbargemeinde Niedernhall wurde 4%ige Sole gefördert, die dann durch hölzernen Röhren zu zwei Salinen nach Weißbach floss, wo durch Erhitzen das Salz gewonnen wurde. Jährliche Produktion < 100 t. Im 18. Jahrhundert wurde die Salzgewinnung jedoch unrentabel, da der Salzgehalt der Sole abgenommen hatte. Aus einer der Salinen wurde dann eine Mühle. | Keine Spuren. |
| Saline Wimpfen                        | Heilbronn              | Bad Wimpfen               | 1763                       | 1967                        | Siedesalz                                           | Knapp 2%ige Sole, welche sich zuweilen auf bis zu 0,75 % verdünnte. Sehr unrentabler Salinenbetrieb. Erst 1818 erbrachte eine 142 m tiefe Bohrung gesättigte Sole. 1821: Jahresproduktion 7500 t, 15 Jahre später bereits 13.000 t. | Heute steht am Ort der alten Äußeren Saline das Werk der Solvay Fluor GmbH. Hinter dem Viadukt wird aus einem Bohrloch immer noch eine geringe Menge Sole für den Eigenbedarf des Werkes gewonnen. Die Salzproduktion wurde jedoch 1967 eingestellt. |

### Bayern
| Name der Saline      | Kreis                 | Ort                     | Beginn          | Ende     | Salzarten | Anmerkungen zur älteren Geschichte | Heutiger Zustand |
| -------------------- | --------------------- | ----------------------- | --------------- | -------- | --------- | --- | --- |
| Saline Berchtesgaden | Berchtesgadener Land  | Berchtesgaden           | 12. Jahrhundert | 1927     | Siedesalz | Augustinermönche trieben bei Schellenberg Stollen in den Berg und stießen auf Steinsalz. Ein darauf gegründeter Salinenbetrieb wurde mangels Brennholz 1805 eingestellt. Eine zweite Saline (Saline Frauenreuth) war zuvor (1555) in Frauenreuth, östlich des heutigen Bahnhofs Berchtesgaden an der Ramsauer Ache gelegen, errichtet worden. Eine dort installierte etwa 250 m² große Siedepfanne („Frauenreuther Pfanne“) war jahrhundertelang Vorbild für andere Alpensalinen. | Die Sole wird im Salzbergwerk Berchtesgaden durch bergmännische Tätigkeit erzeugt. Dabei wird unterirdisch Wasser in den Salzstock geleitet. Die so entstandene gesättigte Sole (etwa 312 Gramm NaCl) wird in der Saline Bad Reichenhall einer Vakuum-Verdampferanlage zugeführt und das Salz somit rekristallisiert. Die Siedesalzprodukte werden anschließend getrocknet und in verschiedene Körnungen klassiert und mit speziellem Verfahrens-Know-how unterschiedliche Zusatzstoffe, wie Jodat oder Fluorid, im Falle von Speisesalz, abgepackt.                                           |
| Saline Kissingen     | Bad Kissingen         | Bad Kissingen           | vor 800         | 1968     | Siedesalz | Etwa 2,9%ige Sole. Die Siederei war eine der kleinsten, aber eine der ältesten Salinen Mitteleuropas. Zerstörung im Dreißigjährigen Krieg. Wiederaufbau 1655. Jährliche Produktion bis zu 700 t Siedesalz. | Den Sommer lässt man in Bad Kissingen mit dem Salinenfest ausklingen. Die Bürger und viele Gäste aus dem nahen und ferneren Umland freuen sich auf das Feiern im idyllischen Innenhof der Oberen Saline, dem schönsten Biergarten der Stadt. |
| Saline Kronach       | Kronach               | Kronach                 | vor 1600        | um 1600  | Siedesalz | Nur wenige Überlieferungen zum einstigen Salinenbetrieb sind vorhanden. Der 1904 aufgefundene 10 m tiefe Salzwasserschacht könnte der ehemalige Solebrunnen gewesen sein. | Keine Spuren. |
| Saline Reichenhall   | Berchtesgadener Land  | Bad Reichenhall         | mind. seit 696  | bis dato | Siedesalz | Zentraler Förderschacht (Hauptschacht), um Süßwasserzuflüsse zu vermeiden. 1440: Errichtung eines Paternoster-Schöpfwerkes (abgebrannt 1834). Später errichtete man zwei große Wasserräder, die mittels 10 Saug- und Druckpumpen die Sole aus dem Hauptschacht förderten. Von dort aus wurde die Sole in Bassins gepumpt, von wo aus die 4 neuen Sudhäuser versorgt wurden. | Die Alte Saline existiert heute noch als Industriedenkmal, die umliegenden Wirtschaftsgebäude werden als Geschäfts- und Veranstaltungsräume genutzt. Die alten Solequellen in Reichenhall liefern heute zu wenig Salz zur Verarbeitung in der Neuen Saline. Das dort verarbeitete und international vertriebene Speisesalz stammt aus drei modernen Tiefbohrungen und per Soleleitung aus dem Salzbergwerk Berchtesgaden. |
| Saline Rosenheim     | Rosenheim(Oberbayern) | Rosenheim               | 1810            | 1958     | Siedesalz | Hier wurde von Reichenhall per Soleleitung beförderte Sole in einem einzigen Siedehaus mit 4 Pfannen à 80 m² versotten. 1855 wurde das Siedehaus um 2 Pfannen erweitert. Jahresproduktion bis zu 23.000 t Siedesalz. Völlig veraltete Sudanlagen und die Erzeugung von Siedesalz gegenüber dem billiger produzierbaren und vielseitiger verwendbaren Bergwerks-Steinsalz machten die Rosenheimer Saline zu einem Zuschussbetrieb. Seit der Währungsreform 1948 hatte sie fast zwei Millionen Mark Defizit verursacht. So wurde die Saline Rosenheim zum 1. Juli 1958 aufgelöst. Die Gebäude wurden 1967 abgebrochen. | Mit der Stilllegung der Saline stand das Gelände für die bauliche Entwicklung der Stadt zur Verfügung. Drängende Wohnungsbauprobleme ließen den Abbruch der ersten Salinengebäude bereits im März 1960 beginnen. Den neuen Aufgaben fiel als erstes Gebäude ein Wohnhaus (ehem. Kurferbauernhaus) neben der Pfanne V zum Opfer. Vor dem Abbruch des großen Sudhauses kam es zu einer Auseinandersetzung mit dem Landesamt für Denkmalpflege, da dieses Gebäude als Zeugnis Rosenheimer Salinengeschichte und als bedeutenden klassizistischen Industriebau unter Denkmalschutz stellen wollte. |
| Saline Soden am Main | Miltenberg            | OT von Sulzbach am Main | vor 1248        | 1756     | Siedesalz | Schwach salzhaltige Sole. Wenige archivalische Überlieferungen. Einstellung der Saline 1756 wahrscheinlich wegen Unrentabilität. | Quelle dient heute der Mineralwasserherstellung. |
| Saline Traunstein    | Traunstein            | Traunstein              | 1619            | 1912     | Siedesalz | Versottung von Sole aus Reichenhall, die hierher per Soleleitung gelangte. Der erste Sud fand am 5. Aug. 1619 statt. Ein erstes Siedehaus hatte Pfannen mit insgesamt 216 m² Grundfläche. Bis 1622 entstanden 3 weitere Siedehäuser sowie Trockenhäuser, Vorratsbottiche für die Sole, Lagerräume für das Siedesalz und Arbeiterwohnungen. Ende des 19. Jahrhunderts betrug die jährliche Salzproduktion ca. 8000 t. | Viele Spuren, ehemalige Wohn- und Sudhäuser der Salinenanlage. |

### Brandenburg
| Name der Saline      | Kreis              | Ort                           | Beginn      | Ende | Salzarten     | Anmerkungen zur älteren Geschichte | Heutiger Zustand |
| -------------------- | ------------------ | ----------------------------- | ----------- | ---- | ------------- | --- | ---------------- |
| Saline Tremsdorf     | Potsdam-Mittelmark | Tremsdorf                     | um 1476     | ?    | Siedesalz (?) | Im Jahre 1476 wurde im Tal der Nuthe die Quelle entdeckt und Markgraf Albrecht Achilles ließ Vorbereitungen zum Bau einer Saline treffen. Um Wirtschaftsspionage durch die nahe Hallenser Saline zu vermeiden, bat man im entfernten Schwäbisch Hall um Experten zur Unterstützung. Da jedoch Albrecht die Mark im selben Jahr bereits wieder verließ, setzte sogleich ein Stillstand in den Bemühungen ein. Erst sein Sohn Johann Cicero suchte nach neuen Möglichkeiten der Realisierung und vergab im Jahre 1480 Anteile an eine Pfännerschaft, die durch ihre Zahlungen den Fortgang des Unternehmens sicherten. Es handelte sich dabei um 64 Teilhaber aus Adel, Städten und dem Beamtenstand. | Spuren.          |
| Saline „Salzborn“(?) | Potsdam-Mittelmark | Salzbrunn südlich von Beelitz | 1542        | ?    | Siedesalz (?) | Über den „Salzborn“, ca. 6 km südlich von Beelitz und nahe der Nieplitz, liegen die meisten schriftlichen Informationen vor. Die Vorbereitungen zur Errichtung der Saline begannen im Jahre 1542. Drei Jahre später versuchte der Brunnenbaumeister Leonhard Raiman aus Neuburg vorm Walde die Arbeiten aufzunehmen, errichtete zwei Rosswerke sowie ein Schöpfwerk, das jedoch nicht genügend Leistung aufwies. Daraufhin kam 1549 ein Angebot der Brüder Niklas und Hermann Hirsch, eine „Maschine“ aufzustellen, welche auch aus den größten Tiefen Wasser heraufholen könnte. Daher wurden ihnen Baumaterial, Arbeitskräfte, voller Unterhalt und die Befreiung von jedem Einblick in ihr Schaffen zugesprochen, weiterhin Anteile am Salzwerk sowie 8000 Taler Belohnung. Eine kurfürstliche Kommission stellte jedoch noch im gleichen Jahr fest, dass die beiden Baumeister ihrer Aufgabe nicht nachgekommen waren und „nur eine schwache Maschine aus Eisen“ hinterlassen hatten. Dennoch klagten die Hirschs ihre Belohnung in einem 19 Jahre langen Prozess ein. | Spuren.          |
| Saline Selbelang     | Havelland          | bei Nauen                     | Mittelalter | ?    | Siedesalz (?) | Weit spärlicher sind die Informationen über die Saline von Selbelang in der Nähe von Nauen im Havelland. Johann Christoph Bekmann beschrieb 1712 Überreste eines jüngeren, zeitnahen Versuchs, die Salzgewinnung wieder aufzunehmen. So traf er in einem Tümpel ein „gerüste und andere anstalten daselbst“ an. Außerdem war die gesamte Umgebung von salzliebenden Pflanzen besiedelt und der Boden mit Salzverkrustungen überzogen. Diese sammelten die Bauern auf und verwandten sie „in ihrem utzen“. Sie rühmten sich auch, „daß man bei ihnen von keinem Schafsterben wüßte, weil die weide gleichfalls mit Salz angemenget wäre“. Diese Beschreibungen führten zur Vermutung eines Salzwerkes im 16. Jahrhundert, dessen genaue Lage jedoch nicht bekannt ist. | Keine Spuren.    |

### Hessen
| Name der Saline           | Kreis               | Ort                                 | Beginn          | Ende | Salzarten | Anmerkungen zur älteren Geschichte | Heutiger Zustand |
| ------------------------- | ------------------- | ----------------------------------- | --------------- | ---- | --------- | --- | --- |
| Saline Büdingen           | Wetteraukreis       | Büdingen                            | 1730            | 1834 | Siedesalz | Eine der kleinsten Salinen, die es bislang gab. Nur etwa 1,1%ige Sole mit geringer Schüttung. Gegen Ende des 18. Jahrhunderts betrug die jährliche Salzproduktion nur 40-45 t. Um 1820: neue, tiefere Bohrung erschloss salzhaltigere Sole. Errichtung eines 330 m langes Dorngradierwerk. | Spuren, Straßennamen. |
| Saline Großenlüder        | Fulda               | Großenlüder                         | vor 850         | 1797 | Siedesalz | Etwa 1,5%ige Sole ließ man über 12 Strohgradierwerke von 30 m Länge rieseln, bevor sie in einem einzigen Siedehaus in einer 8 m² großen Siedepfanne versotten wurde. | Spuren, Kurbetrieb, zahlreiche Heilquellen. |
| Saline Homburg v.d. Höhe  | Hochtaunuskreis     | Bad Homburg vor der Höhe            | vor 773         | 1740 | Siedesalz | Etwa 1%ige Brunnensole gelangte mittels Wasserkraft auf 9 Strohgradierwerke und von dort in 3 Siedepfannen. Jährlicher Ertrag lag bei max. 35 t Siedesalz. | Spuren. |
| Saline Karlshafen         | Kassel              | Bad Karlshafen                      | 1763            | 1945 | Siedesalz | 50 m tiefer Solebrunnen lieferte etwa 3%ige Sole, die mittels Wasserkraft über Dorngradierwerke von zusammen 500 m Länge rieselte. Jährliche Produktion: etwa 400 t Salz. | Kurbetrieb. Ein besonders sichtbares Zeichen für die heilende Wirkung der Solequelle ist das 1986 neu errichtete Gradierwerk auf der Kurpromenade. Es dient ausschließlich medizinischen Zwecken. Rieselt konzentrierte Sole über das mit Schwarzdorn bestückte Gradiergestell, kristallisiert dabei auch immer festes Salz aus. |
| Saline Bad Nauheim        | Wetteraukreis       | Bad Nauheim                         | 3. Jhd. v. Chr. | 1959 | Siedesalz | Im Zentrum der Stadt wurde eine keltische Saline aus dem 3. Jhd. v. Chr. ausgegraben. Die mittelalterliche Salzproduktion wurde erstmals 1266 erwähnt. Im 16. Jahrhundert ordnete der Kurfürst und Erzbischof von Mainz den Bau eines Gradierwerkes an. Es wurden mit Stroh und Schilf bestückt. Die angereicherte Sole wurde dann in Siedepfannen verdunstet, bis sich Salzkristalle bildeten. 1767 wurde die Dorngradierung eingerichtet und dadurch die Effektivität erhöht. Dazu wurden drei neue Gradierwerke gebaut und zwei Siedehäuser. Die Salzproduktion konnte auf bis zu 8500 Zentner pro Jahr gesteigert werden. | Bis heute wird die Sole zu Heilzwecken genutzt. Die zum Teil noch erhaltenen Gradierbauten dienen der Freiluftinhalation. |
| Saline Orb                | Main-Kinzig-Kreis   | Bad Orb                             | vor 1064        | 1899 | Siedesalz | Die Salzgewinnung aus mehreren Solequellen prägte das mittelalterliche und frühneuzeitliche Stadtbild bis zum 19. Jahrhundert. Die Salzgewinnung erfolgte anfangs innerhalb der Stadtmauern am heutigen „Solplatz“ durch Eindampfen der Sole in großen Sudkesseln; zur Eindickung und Reinigung der Sole wandte man zunächst das Verfahren der Kastengradierung an. In großen Verdunstungskästen setzten sich Ton-, Kalk- und Gipsschichten mit Eindrücken der Holzbohlen und Balken ab und bildeten so genannte „Gradiersteine“, die später als Fundamente für die Häuser verwendet wurden. Seit dem 18. Jahrhundert wurde die Kastengradierung aufgegeben. Außerhalb der Stadtmauern auf dem heutigen Kurparkgelände errichtete man eine neue Saline mit Sudhäusern, Salzmagazinen, Werkstätten und 10 Gradierwerken mit Dornwänden, in denen auf einer Gesamtlänge von 2050 Metern die Sole mehrmals über Schwarzdornreisig rieselte, um die Konzentration und Reinheit des salzhaltigen Wassers vor dem Sieden zu erhöhen. Im 17. und 18. Jahrhundert erreichte die Produktion des „weißen Goldes“ ihren Höhepunkt mit Jahresproduktionen von bis zu 2000 Tonnen Salz. | Bereits zu Beginn des 19. Jahrhunderts wurde angesichts der Konkurrenz durch industrielle Gewinnungsverfahren die Salzproduktion aus einer schwachen Brunnensole unrentabel. Erste Überlegungen entstanden, das Naturprodukt Sole alternativ medizinisch zu nutzen. 1837 gründete der in Erfurt geborene Apotheker Franz Leopold Koch (1782–1850), der 1807 nach Bad Orb gekommen war, die erste Solbadeanstalt mit acht Badekabinetten. Die Gebäude sind nicht mehr vorhanden. Ab etwa 1900 etablierte sich der professionelle Kurbetrieb. 1912 wurde das Kaiser Friedrich-Bad errichtet, das ebenfalls nicht mehr existiert. |
| Saline Salzhausen         | Wetteraukreis       | Bad Salzhausen                      | vor 1187        | 1860 | Siedesalz | Der Ort wurde im Jahre 1187 erstmals als Salzhusen, das heißt Häuser bei den Salzquellen, erwähnt. Das erste Gradierwerk wurde um 1600 erbaut. Gegenüber dem bisherigen Sieden in Pfannen ein wichtiger Fortschritt. Das 18. Jahrhundert war die Blütezeit der Salzgewinnung. Pro Jahr wurden bis zu 4600 Zentner Salz gefördert. Die Voraussetzungen für einen Kurbadbetrieb wurden ab 1824 geschaffen. Das Kurhaus wurde erbaut und der Kurpark wurde angelegt. | 1860 wurde die Salzherstellung eingestellt. Nur das Heilbad wurde aufrechterhalten. In den 1950er Jahren wurde ein zweiter Kurpark eingerichtet. Das Solebad bietet Bewegungsbäder und viele andere Therapieformen an. |
| Saline Salzschlirf        | Fulda               | Bad Salzschlirf                     | vor 1278        | 1816 | Siedesalz | Die knapp 1%ige Sole wurde auf einem 750 m langen Gradierwerk angereichert. Zum Betrieb der Solepumpen dienten 3 Wasserräder von 9 m Durchmesser. | Spuren, Kurbetrieb. |
| Saline Soden a.d. Kinzing | Main-Kinzig-Kreis   | Bad Soden-Salmünster                | vor 900         | 1540 | Siedesalz | Eine der ältesten Salinen der Wetterau. Bereits um 900 wurden in der Umgebung salzhaltige Quellen gefunden, die in den Besitz des Klosters Fulda gelangten. Um 1190 wurde in einer Urkunde des Abtes Konrad II. von Fulda (1177–1192) Sodin erwähnt. 1296 wurde die unterhalb der Burg Stolzenberg gelegene Siedlung durch Adolf von Nassau unter dem Namen „Stolzental“ zur Stadt erhoben; das Dorf der Salzsieder wurde diesem eingemeindet und setzte sich namensetymologisch am Ende durch. Ob die Burg Stolzenberg eine Schutzfunktion für die Solequellen wahrnahm, ist historisch nicht gesichert | Spuren, Kurbetrieb. Mit der Spessart-Therme errichtete Bad Soden 2005 eine Thermalbade- und Saunalandschaft nach zeitgenössischem Wellness-Verständnis. |
| Saline Soden am Taunus    | Main-Taunus-Kreis   | Bad Soden am Taunus                 | vor 1433        | 1817 | Siedesalz | 1437 wurden die Sodener Salzquellen in einer kaiserlichen Urkunde erwähnt. Die schwache, nur etwa 1%ige Brunnensole wurde über Strohgradierwerke von einer Gesamtlänge von fast 900 m und 10 m Breite geleitet, um sie anzureichern. Eine Darstellung von 1802 zeigt ein „moderneres“ Dorngradierwerk von mehr als 200 m Länge. | Seit 1701 gibt es in Soden Kurbetrieb, das erste Kur- und Badehaus wurde 1722 erbaut, der alte Kurpark ab 1822. Kernstück des neuen „Quellenpark’s“ ist der Solbrunnen. Es handelt sich um eine fluorid- und kohlensäurehaltige Natrium-Chlorid-Therme. 1567 wurde die Quelle vom Rat der Stadt Frankfurt geprüft und zur Salzgewinnung freigegeben. In der Folge wurde das Salzwasser der Quelle in die Salinen des Ortes geleitet und dort Salz gewonnen. Ab 1854 war die Quelle als Kur- und Trinkbrunnen in Benutzung. 1856 erfolgte eine Neufassung mit einer Bohrung auf 6 Meter Tiefe. 1886 wurde der „Sodenia-Pavillon“ über der Quelle errichtet. Es handelt sich um ein Wahrzeichen der Stadt. |
| Saline Sooden-Allendorf   | Werra-Meißner-Kreis | Bad Sooden-Allendorf                | vor 776         | 1906 | Siedesalz | Über 1000 Jahre lang, bis zum Ende des 19. Jahrhunderts wurde in Siedehäusern aus Sole Salz gewonnen. Die Sole wurde aus einem Vorkommen unter der Stadt gefördert. Die Aufhebung des Salzmonopols infolge des Anschlusses an Preußen im Jahre 1866 führte zu einem Preisverfall, der zur Aufgabe der Salzherstellung führte. Das letzte Salz wurde 1906 gewonnen. | Das letzte von einst 22 Gradierwerken versorgt auch heute noch das Kurmittelhaus mit 12%iger Sole. Einst über Stroh, heute über Schwarzdorn, rieselt die Sole hinab, damit sie beim Heruntertropfen durch Verdunstung von Wasser bis auf 25 % „gradiert“ (konzentriert) wird. Damit wurde früher beim Sieden viel Holz und später Braunkohle gespart, um das Salz zu gewinnen. Das letzte noch stehende Gradierwerk, war ursprünglich länger und erhielt 1887 einen überdachten Wandelgang, um bis heute als Inhalatorium zu dienen. Noch heute wird mit dem Brunnenfest, das jährlich zu Pfingsten stattfindet, an die Zeit der Salzgewinnung erinnert. Mit einem originalgetreuen Pfannengesöde wird vorgeführt, wie früher Salz gewonnen wurde. In einem Salzmuseum wird das Salz dann verkauft; dort wird auch die Geschichte der Salzgewinnung präsentiert. |
| Saline Trais-Horloff      | Gießen              | Trais-Horloff, Stadtteil von Hungen | 1763            | 1808 | Siedesalz | Wenig Angaben überliefert. Die schwachlötige Sole wurde gradiert und in einem einzigen Siedehaus versotten. | Die kleinste Saline Deutschlands, vielleicht der ganzen Welt, steht in Hungen-Trais-Horloff. Am Ortsrand, in der Nähe der Horloff, steht sie und wird vom Wasser des alten Sauerbrunnens gespeist. |
| Saline Wisselsheim        | Wetteraukreis       | Wisselsheim                         | vor 1255        | 1830 | Siedesalz | Die schwache Brunnensole wurde zunächst über Stroh-, später (nach 1767) über neu errichtete Dorngradierwerke geleitet. | Spuren, schon 1936 wurden die Wisselsheimer Salzwiesen zum Naturschutzgebiet erklärt, weil dort seltene Salzpflanzen wachsen. |

### Mecklenburg-Vorpommern
| Name der Saline   | Kreis                 | Ort              | Beginn   | Ende         | Salzarten | Anmerkungen zur älteren Geschichte | Heutiger Zustand |
| Saline Conow      | Ludwigslust-Parchim   | Malliß, OT Conow | vor 1307 | 1746         | Siedesalz | In einem Bericht von 1657 heißt es: „Die Soole wird durch Menschenhände in den untersten Kästen des Leckwerks gepumpt, durch Menschenhände werden die in das Leckwerk gehängten Strohmatten begossen und die Soole gelangt – gewiss wenig gradirt – in die so sehr kleinen Pfannen des Siedehauses, die auf jedes Siedewerk etwa 2 bis 3 Tonnen Salz pr. 6 Scheffel ausgeben, wobei die Soole 24 Stunden in fortwährendem Kochen erhalten und dabei 2 Faden Tannen- oder Ellernholz von 8, 8 u. 4 Fuß verbrannt werden. Das Product wird aber sehr gerühmt und nach einstimmigem Urtheile aller fürstlichen Küchenbediente für besser als das lüneburgische Salz erklärt.“ | Nur noch die typische Salzflora auf einer Weidekoppel im Ortsteil Conow erinnert an die Salzquelle Conow. Diese wurde 1975 aufgegraben und beprobt. Der Salzgehalt an NaCl betrug 22,9902 g/l. |
| Saline Greifswald | Vorpommern-Greifswald | Greifswald       | vor 1248 | 1872         | Siedesalz | In Stadtnähe traten an der Ostseeküste schon im Mittelalter Solequellen zutage, die wahrscheinlich schon vor der Stadtgründung genutzt wurden. Um 1845 Errichtung eines Gradierwerkes von 330 m Länge. 8 „Windkünste“ zum Antrieb der Solepumpen. 3 Siedepfannen à 30 m² Fläche. Jährliche Salzproduktion etwa 450 t. | Spuren, Straßenname „Salinenstraße“. |
| Saline zu Radon   | Güstrow               | Bad Doberan      |          | bis dato     | Siedesalz | Meersalz in der Nähe von Güstrow, Richtung Wossidlo Schule | Spuren, Kurortbetrieb. |
| Saline zu Sülten  | Ludwigslust-Parchim   | Brüel            | 1222     | etwa um 1750 | Siedesalz | Vermutlich älteste Saline in Mecklenburg. Mit Urkunde vom 7. Juni 1222 schenkte Fürst Borwin dem Antoniuskloster Tempzin bei Brüel eine Salzpfanne bei dem Orte, an welchem Salz gesotten wird. Salinenbetrieb mit Siedehütten, „Roßkünsten“ und Gradierwerk. | Spuren. |

### Niedersachsen
| Name der Saline                                                      | Kreis            | Ort                           | Beginn          | Ende         | Salzarten | Anmerkungen zur älteren Geschichte | Heutiger Zustand |
| Saline Barnstorf                                                     | Diepholz         | Barnstorf                     | vor 1348        | um 1745      | Siedesalz | Sole mit sehr geringem Salzgehalt. Um 1675 betrug die Ausbeute dreier Siedehütten nur 30 t/a. Anfang des 18. Jahrhunderts ruhte der Siedebetrieb. Um 1743 befahl Herzog Carl I. deren Wiederaufbau. Es wurden ein neues Brunnenhaus sowie eine Siedehütte errichtet. Doch eine Wirtschaftlichkeit konnte nicht erreicht werden. | Spuren. |
| Saline Benthe                                                        | Region Hannover  | OT von Ronnenberg             | 1902            | 1920er Jahre | Siedesalz | 1895 begann die Kaliwerke Benthe AG mit der Erkundung von Salzlagerstätten. Als ein Abteufschacht im Oktober 1901 in der Teufe von 238 infolge eines Laugeneinbruchs ersoff, entschloss man sich fortan diese Sole zu versotten. 1904 erzeugte die Saline mit einer Gesamt-Pfannenfläche von 1600 m³ rund 15.500 t Siedesalz. | Spuren, Straßennamen. |
| Saline Bodenfelde                                                    | Northeim         | Bodenfelde                    | vor 833         | 1687         | Siedesalz | Die Sole hatte einen geringen Salzgehalt (ca. 4 %) und wurde später mit sog. Boysalz (das ist importiertes, relativ unreines Salz aus Meeressalinen) vor dem Sotten angereichert. | Spuren, Straßennamen. |
| Saline Eldagsen                                                      | Region Hannover  | Eldagsen                      | 1832            | 1851         | Siedesalz | Die Sole hatte nur einen geringen Salzgehalt von etwa 2 %. Max. Salzproduktion pro Jahr < 100 t. | Keine Spuren. |
| Saline Luisenhall                                                    | Göttingen        | Göttingen                     | 1854            | bis heute    | Siedesalz | Die Saline Luisenhall in Grone, einem Stadtteil von Göttingen, ist nach eigenem Bekunden die letzte in Betrieb befindliche kommerzielle Pfannensiederei Europas. Die im Leinetal liegende, von Philipp Rohns errichtete Saline begann im Jahr 1854 mit der Salzproduktion. Nach dem frühen Tod des Firmengründers im Jahr 1860 ging der Betrieb nach mehrfachen Eigentümerwechseln 1881 in die Hand der Göttinger Familie Levin über, die das Unternehmen bis zum Beginn der 1990er Jahre führte. Bis heute wird die aus einem unterirdischen Salzlager geförderte Natursole nach einem seit dem Mittelalter angewandten Prinzip in offenen Pfannen zur Kristallisation gebracht. | Während Luisenhall architektonisch und betriebstechnisch keine Besonderheiten gegenüber vergleichbaren Salinenanlagen des 19. Jahrhunderts aufzuweisen hat, kommt ihr durch ihre Erhaltung als des letzten nach dem Pfannensiedeverfahren arbeitendem Salzwerk Deutschlands (nach der 1903 im thüringischen Stadtilm gegründeten mittlerweile stillgelegten Saline „Oberilm“) ein Stellenwert als Industriedenkmal zu, dem in der jetzigen Form der Nutzung nur unzureichend Rechnung getragen wird. |
| Saline Groß Rhüden                                                   | Goslar           | Rhüden, OT von Seesen         | 1685            | 1865         | Siedesalz | 8%ige Sole aus einem 30 Fuß (etwa 10 m) tiefen Brunnen. Gradierwerk von 1046 Fuß Länge. 2 Pfannen von 20 × 14 × 8 Fuß. Jährlich bis 300 t bestes Siedesalz. | Spuren. |
| Saline Juliushall                                                    | Goslar           | Bad Harzburg                  | 1569            | 1849         | Siedesalz | 1569 wurde von Herzog Julius eine Solequelle gefunden und für die Saline Juliushall erschlossen. Die schwachsalzhaltige Sole wurde in 4 Siedehütten versotten. Im Dreißigjährigen Krieg wurden sämtliche Dörfer zerstört. Ab 1831 war Neustadt als Kur- und Badeort bekannt. 1851 wurde die Saline geschlossen und es entstand der eigentliche Badebetrieb. | Kur- und Badeort. |
| Saline Heyersum                                                      | Hildesheim       | OT von Nordstemmen            | 1604            | 1876         | Siedesalz | Sole etwa 2-3%ig. Zwei Brunnen und zwei Gradierwerke. Nach dem Gradieren betrug der Salzgehalt etwa 8–12 %. Insgesamt erstreckte sich das Sieden über eine Woche, wobei in jeder der 3 Siedepfannen von 20 m² Grundfläche rund 1 t Salz erzeugt wurde. | Reste der Saline sind erhalten. |
| Saline Egestorffhall                                                 | Region Hannover  | Stadtteil von Hannover        | 1831            | 1962         | Siedesalz | Auch unter dem Namen „Die Alte Saline“ bekannt. Anfangs schwach salzhaltige Sole, später (ab 1837) gesättigte Sole aus einer Tiefbohrung. 1872 kam noch eine zweite Saline hinzu. Mit einer Jahresproduktion von über 56.000 t Siedesalz gehörte das Salzwerk zu den größten Salinen in Mitteleuropa. Die aus 5 Bohrlöchern von 150 bis 225 m Tiefe geförderte Sole wurde in 30 Siedepfannen mit einer Gesamtfläche von über 3000 m² versotten. Ab 1882 wurde noch eine weitere Saline, die Saline Georgenhall gegründet. | Keine Spuren. |
| Saline Lüneburg                                                      | Lüneburg         | Lüneburg                      | 10. Jahrhundert | 1980         | Siedesalz | Das Zentrum bildete der von 54 Siedehütten umgebene Sod (= Salzbrunnen). Die je vier Siedepfannen der Siedehütten, die nach ihren ersten Besitzern benannt waren, wurden über Rinnen und Kanäle mit Sole versorgt. Die Sole wurde mit Eimern aus der Siedekammer an die Oberfläche befördert und von dort aus auf die 216 Siedepfannen verteilt. Auf dem Siedegelände befand sich außerdem eine dem Kleinverkauf dienende Salzbude, sowie eine für gerichtliche Salzangelegenheiten zuständige Zollbude. | Heute werden nur noch geringe Mengen Sole für den Kurbetrieb in der Salztherme Lüneburg gefördert. Die Saline beherbergt heute einen Supermarkt und das Deutsche Salzmuseum. |
| Saline Münder                                                        | Hameln-Pyrmont   | Bad Münder                    | vor 1033        | 1925         | Siedesalz | Etwa 13%ige Sole, 10 Siedehütten mit je 4 Pfannen. Ab der ersten Hälfte des 19. Jahrhunderts Dorngradierung. Jahres-Salzproduktion bis zu 700 t. | Kurbetrieb. Gradierwerk am Kurmittelhaus. |
| Saline Neindorf                                                      | Wolfenbüttel     | OT von Denkte                 | 1900            | 1923         | Siedesalz | Eine Pfannensaline erzeugte aus gelöstem Steinsalz des dortigen Salzbergwerkes etwa 20.000 t Siedesalz jährlich. Im Oktober 1921 ersoff das Bergwerk infolge eines Laugen-/Wassereinbruchs. Somit entfiel auch das Rohsalz für den Siedebetrieb. | Ostern 1936 entstand unter erdbebenartigem Getöse der noch heute sichtbare, mit Wasser gefüllte Einbruchskrater über dem Schachtbereich, in dem auch alle Gebäude des Kaliwerkes versanken, darunter das fünfstöckige, 40 × 20 × 20 m große ehemalige Lösehaus und ein großer Schornstein. |
| Saline Ölsburg                                                       | Peine            | Ölsburg                       | 1874            | vor 1900     | Siedesalz | Eine Pfannensaline verarbeitete gelöstes Steinsalz aus einem Bergwerk. Die Jahresproduktion lag bei 1500 t. | Keine Spuren. |
| Saline Oesdorf                                                       | Hameln-Pyrmont   | Stadtteil von Bad Pyrmont     | 1732            | 1867         | Siedesalz | 3%ige Sole, 3 Dorngradierwerke, Siedehaus mit zwei 54 m² großen Pfannen. Enormer Holzverbrauch der Saline: Für 200 bis 300 t Salz pro Jahr wurden 3000 bis 4000 Raummeter Holz verbrannt. | Kurbad nutzt die Solquellen zu vielfältigen therapeutischen Anwendungen. Die aus den Quellen reichlich austretende Kohlensäure werden ebenso therapeutisch genutzt. Genutzt werden heute sechs Heilquellen, von denen auch die Hufelandtherme – ein öffentliches Wellness-Schwimmbad mit Saunalandschaft – versorgt wird. |
| Saline Rodenberg                                                     | Schaumburg       | Rodenberg                     | vor 1470        | 1876         | Siedesalz | 2 km südwestlich von Rodenberg wurden dortige Solequellen wurden schon im Mittelalter genutzt. Da in Soldorf keine Wasserkraft zur Verfügung stand, wurde die Saline 2 km östlich des Dorfes neu errichtet. Ein von der „Rodenberger Aue“ angetriebenes Kunstrad beförderte die etwa nur 1,5%ige Sole über ein Gradierwerk von 220 m Länge und 16 m Höhe. Dazu kam ein Siedehaus mit 4 Siedepfannen. Die neue Saline benannte man nach der Flur „Saline Masch“. | Keine Spuren. |
| Saline Rothenfelde                                                   | Osnabrück        | Bad Rothenfelde               | 1724            | 1969         | Siedesalz | Anfangs nutzte man eine schwach salzhaltige Solquelle. Zufällig fand man am 22. Sept. 1724 in einiger Entfernung eine weitere Quelle mit einer höheren Schüttung und einem höheren Salzgehalt (ca. 7%ig). Das 1773/74 errichtete Gradierwerk steht heute noch. | Der heutige Kurort hat einen etwa 18 Hektar großen Kurpark mit zwei Gradierwerken. Neben dem alten Gradierwerk errichtete man 1824 ein zweites mit einer Länge von 412 Metern. Dieses Gradierwerk hat keine seitlichen Streben und ist somit das größte stützenfreie Gradierwerk in Westeuropa. Im Jahre 2008 wurde auf dem „Neuen Gradierwerk“ die Rekonstruktion einer Windkunst errichtet, einer Kokerwindmühle, mit der früher die Sole auf das Gradierwerk gepumpt wurde.                       |
| Saline Salzdahlum                                                    | Wolfenbüttel     | Salzdahlum                    | um 1300         | 1853         | Siedesalz | 6%ige Sole. Statt einer sog. Pfännerschaft gehörten von de 17 Siedehütten 6 dem Landesherrn, 2 dem Rat der Stadt Braunschweig, 6 einigen Klöstern und 3 verschiedenen adligen Familien. Um 1800 waren drei Solbrunnen, vier Siedehütten, ein Wasserrad, ein Siedehaus mit Trockenkammer und ein Gradierwerk vorhanden. Die Jahresproduktion an Siedesalz betrug etwa 500 t. | Südlich der „Salzbergstraße“ von Salzdahlum nach Sickte liegt an der Wabe eine kleine Anhöhe, an der noch heute Salzwasser zutage tritt und die Vegetation bestimmt. |
| Saline Salzderhelden                                                 | Northeim         | Salzderhelden, OT von Einbeck | um 1173(?)      | 1960         | Siedesalz | 3%ige Sole. Soleförderung aus einem etwa 7 m tiefen Brunnen mittels einer Wasserkunst. Später baute man noch ein Dorngradierwerk. Nach 1850 erschlossen 2 Tiefbohrungen gesättigte Salzsole. Dadurch stieg die Salzproduktion um das 5fache auf ca. 4000 t/a. Um 1900 waren 9 Siedepfannen mit über 475 m² Grundfläche vorhanden. | Im Laufe der 1990er Jahre endet jedoch auch der Badebetrieb und die Wohnhäuser samt Badehäuser werden verkauft. Der Bohrturm und das Reservoir sind heute noch im Besitz der Stadt Einbeck. Im Bohrturm lässt sich noch gut die Funktion der alten Pumpenanlage erkennen, es sind jedoch einige Erhaltungsmaßnahmen erforderlich um den letzten Rest der 800 bis 900 Jahre alten Salzderheldener Salinengeschichte langfristig zu erhalten.                                                          |
| Saline Salzdetfurth                                                  | Hildesheim       | Bad Salzdetfurth              | 12. Jahrhundert | 1948         | Siedesalz | 7%ige Sole, Siedehütten mit Einzelpfannen, Dorngradierung. Größte Produktion um 1920 mit ca. 2000 t Siedesalz/a. | Solekurort, Thermalsole-Hallenbad, „Sole-Saline-Kali-Museum“. |
| Saline Salzgitter, auch „Liebenhalle“ oder „Salzliebenhalle“ genannt | Stadt Salzgitter | Salzgitter-Bad                | 10. Jahrhundert | 1926         | Siedesalz | 7%ige Sole. Blütezeit der Saline unter Herzog Julius. 1579 gab es 15 Siedehütten mit je vier Siedepfannen à 4 m² Fläche, um 1588 sogar 20 Siedehütten. 1609 errichtete man ein Strohgradierwerk, welches die Sole auf 16 % Salzgehalt anreicherte. Der heutige Stadtteil Salzgitter-Bad (Stadtrecht um 1450, Solbad seit 1830) entstand im 14. Jahrhundert um Solequellen in der Gemarkung des später aufgegebenen Dorfes Vepstedt (oder Vöppstedt). Die Quellen wurden nach dem benachbarten Dorf Gitter als „solt to gyter“ – also „Salz bei Gitter“ benannt, wovon sich der heutige Name der Stadt ableitet.                                                                   | Die Sole wird heute noch gefördert und im nahegelegenen Thermal-Sole-Bad von Salzgitter-Bad eingesetzt. |
| Saline Salzhemmendorf                                                | Hameln-Pyrmont   | Salzhemmendorf                | 12. Jahrhundert | 1872         | Siedesalz | 7%ige Sole. Bereits im Mittelalter 12 Siedehütten, Produktion rund 500 t Salz/Jahr | Solequelle Salzhemmendorf, Ith-Sole-Therme Salzhemmendorf. |
| Saline Schöningen                                                    | Helmstedt        | Schöningen                    | 8. Jahrhundert  | 1970         | Siedesalz | 6%ige Sole. Die Salzproduktion in den 13 strohgedeckten Siedehütten lag bei 200-300 t Siedesalz/Jahr. 1749 wurden die alten Siedehütten abgerissen, größere sowie ein Gradierwerk entstanden. 1918: Jahresproduktion bei 22.000 t. 1950–1953 wurden Vakuumanlagen erbaut, welche 80.000 t und dazu die herkömmlichen Siedepfannen noch 25.000 t Siedesalz lieferten. | Spuren. |
| Saline Stade                                                         | Stade            | Stade                         | 1873            | 2003         | Siedesalz | Erste Bohrungen haben 1870 stattgefunden und fanden gesättigte Salzsole. 1872 standen 6 Siedehäuser. Standort war der heutige Festplatz Harburger Straße. 1873 wurde der erste Sack Salz gefüllt. Im gleichen Jahr noch liefen 210 Schiffe mit Stader Salz in Richtung Westafrika aus. 1919 wird Stade Sitz des Exportverbandes deutscher Salinen. Im Februar 1945 wird die Saline stillgelegt, 1946 geht der Betrieb weiter. Die „neue Saline“ in Bassenfleth hat 1964 ihren Betrieb aufgenommen, ab 1984 bezog sie heißen Dampf aus dem Kernkraftwerk Stade, 2003 wurde sie eingestellt.                                                                                        | Spuren. |
| Saline Sülbeck                                                       | Northeim         | Sülbeck                       | 11. Jahrhundert | 1950         | Siedesalz | Etwa 3%ige Sol-Quelle, die gradiert wurde. 1718 hatte die Brunnensole 9,4 % (3 Lot) bis 11 % (3½ Lot) Salzgehalt. Die gradierte Sole mindestens 10 Lot. Um 1850 lieferte eine Tiefbohrung gesättigte Sole. Zu Beginn des 20. Jahrhunderts sott man in 7 Pfannen jährlich etwa 6000 t Siedesalz; um 1930 bis 9000 t/a. | Seit 1955: Die Firma „Natursole Sülbeck“ verkauft Sole aus einem Bohrloch an Heilbäder und zu technischen Zwecken. 1984: Die beiden Bohrtürme von 1865 bzw. 1882 und das Sole-Reservoir von 1882 werden vom Land Niedersachsen zu „Technischen Denkmalen von nationaler Bedeutung“ erklärt. |
| Saline Sülze                                                         | Celle            | OT von Bergen                 | vor 1379        | 1862         | Siedesalz | Solequellen, 3%ig. Um 1600 standen 7 Siedehütten mit je einer eisernen Siedepfanne a. 6 m² (torfbefeuert). Anfang des 18. Jahrhunderts wurde ein Gradierwerk von 200 m Länge und 7 m Höhe errichtet. | Spuren, Straßennamen, Relikte im Stadtmuseum. |
| Saline Thiede                                                        | Stadt Salzgitter | Thiede                        | 1896            | 1924         | Siedesalz | Nebenbetrieb des Kaliwerks Thiederhall, Bergwerks-Steinsalz wurde aufgelöst und anschließend in Siedepfannen versotten. | Spuren. |

### Nordrhein-Westfalen
| Name der Saline                | Kreis            | Ort                   | Beginn                                     | Ende               | Salzarten                           | Anmerkungen zur älteren Geschichte | Heutiger Zustand |
| ------------------------------ | ---------------- | --------------------- | ------------------------------------------ | ------------------ | ----------------------------------- | --- | --- |
| Saline Gottesgabe              | Steinfurt        | Rheine                | 1022                                       | bis heute          | Siedesalz                           | 1022 Erste urkundliche Erwähnung, Schenkung der Saline an den Bischof von Münster; 1743 Umwandlung in eine Salinen-Sozietät, diese wiederum wird 1900 eine AG. 1923: Saline wird Eigentum der Stadt Rheine. 1952: Einstellung des Siedebetriebes, 1975: Einstellung des Badebetriebes. | Die heute erhaltenen und renovierten Gebäude der Saline Gottesgabe gehören zu den ältesten technischen Kulturdenkmalen in Westfalen aus vorindustrieller Zeit. Kernstück der Anlage ist das Salzsiedehaus mit seinen historischen Salzlagern, Feuerungsstätten und den großen eisernen Siedepfannen. |
| Saline Halle i.W.              | Gütersloh        | Halle (Westf.)        | Mittelalter                                | um 1680            | Siedesalz                           | Nur sehr schwachhaltige Sole. Wegen Unwirtschaftlichkeit wurde der Siedebetrieb im Laufe der Jahrzehnte des Öfteren eingestellt / wiederaufgenommen. | Spuren. |
| Saline Neusalzwerk             | Minden-Lübbecke  | Bad Oeynhausen        | 1750                                       | 1928               | Siedesalz                           | Im Jahre 1745 wunderte sich Colon Sültemeyer über die salzige Kruste auf seinen Schweinen, nachdem sie sich im Morast gewälzt hatten. Nach Bekanntwerden dieses Fundes befahl König Friedrich II. den Bau einer Saline, die den Namen „Königliche Saline Neusalzwerk“ bekam. An diesen Beginn der Stadtentwicklung erinnert heute der Sültemeyer-Brunnen („Schweinebrunnen“) im Zentrum Bad Oeynhausens. In den Jahren ab 1830 bohrte der Berghauptmann Karl von Oeynhausen (1795–1865) auf dem Gelände des heutigen Kurparks nach weiteren Salzvorkommen, stieß stattdessen aber 1845 auf eine Thermalsolequelle. Schnell wurde die Heilkraft dieser Quelle erkannt und die ersten Thermalbäder entstanden in dem Ort, der sich nun „Neusalzwerk bei Rehme“ nannte. Genehmigung des Badebetriebs durch das Finanzministerium im Dezember 1844. Anno 1848 gab König Friedrich Wilhelm IV. dem Ort den Namen „Königliches Bad Oeynhausen“. | Spuren, Kur- und Badebetrieb. |
| Saline Rheine i. W.            | Steinfurt        | Rheine                | vor 1022                                   | 1953               | Siedesalz                           | Jahrhundertelang wurde hier Salz nur für die umliegenden Klöster gesottet. Nach 1601 übernahm Alexander von Velen die Saline. Innerhalb weniger Jahre entstanden ein Strohgradierwerk von 18 m Länge und 6 m Breite sowie ein Siedehaus mit 4 Pfannen. | Die Saline ist technisches Denkmal und befindet sich in direkter Nachbarschaft zum Kloster Bentlage. Sie kann auf der Salzroute des Bentlager Dreiklangs unter Führung besichtigt werden. |
| Saline Salzkotten              | Paderborn        | Salzkotten            | vor 1160                                   | 1908               | Siedesalz                           | Fast 7%ige Sole. Um 1850: Modernisierung der Anlage, Siedehaus mit 7 Pfannen mit je 150 m² Bodenfläche, Jahresproduktion lag bei 1500 t. | Aus den abgesinterten Solemineralien der artesischen Unitasquelle, der ältesten Quelle Salzkottens, entstand der etwa vier Meter hohe Kütfelsen mit etwa 200 Metern Durchmesser, der heute teilweise überbaut ist. Die ältesten Schichten schätzt man auf 15.000 Jahre. Aus der Quelle floss die Sole früher in hölzernen und später in Bleirohren zum Gradierwerk. Seltene Salzpflanzen, wie Salzschwaden, Strandaster, Salzbinse, Salzschuppenmiere und Salzdreizack wachsen auf dem Felsen. |
| Saline Salzuflen               | Lippe            | Bad Salzuflen         | vor 1048                                   | 1945               | Koch-, Vieh-, Gewerbe- und Badesalz | Ca. 9%ige Sole. 12 Siedehütten mit je einer kleinen Blei-Pfanne. Salzuflen war eine der letzten Salinen, die erst 1591 auf eiserne Pfannen umstellte. Tagesanlagen: Solepumpen, Salzsiederei und Badeeinrichtungen. Belegschaft 1936: 170 Mann. | Ein Überbleibsel der Salzgewinnung sind die Gradierwerke mit einer Länge von früher insgesamt 424 m, heute ca. 300 m. Von den ursprünglich vier vorhandenen Gradierwerken sind nur noch zwei vollständig erhalten. Ein drittes, dessen Ursprünge auf das 17. Jahrhundert zurückgehen, musste wegen Baufälligkeit abgebrochen werden. Es wurde nach einem Ratsbeschluss als Erlebnisgradierwerk wieder aufgebaut und am 28. Juli 2007 festlich eingeweiht. |
| Saline Sassendorf              | Soest            | Bad Sassendorf        | vor 1175                                   | 1952               | Siedesalz                           | Erste Aufzeichnungen über die Salzgewinnung im Hellweg verzeichnen die Grundbücher der Abtei Werden/Ruhr bereits im 10. Jahrhundert. Ibrahim Ibn Ahmad, der Gesandte des Kalifen von Córdoba beschrieb in seinem Reisebericht auf dem Weg zu Kaiser Otto dem Großen aus dem Jahr 973 die westfälische Salzgewinnung in Soest. Im 13. Jahrhundert hatte sich bis in die folgenden Jahrhunderte eine konstante Zahl von 5 Solebrunnen und 49 Siedehütten mit je einer kleinen Bleipfanne etabliert. 17 schriftliche Ersuchen um das Jahr 1817 belegen die Verwendung der Sassendorfer Sole zu Bade- und Heilzwecken. Um 1836 wurden 2500–4000 Tonnen Salz gewonnen. 1852 wurden einige Holzbadewannen auf dem Salinengelände aufgestellt. Diese stellen die Grundlage für das erste Kurmittelhaus und das heutige Heilbad dar. Durch den bergmännischen Abbau des Salzes verlor die Salzgewinnung durch Sieden ihre Bedeutung. 1934 wurde die Salzproduktion weitgehend eingestellt; eine einzige Pfanne arbeitete nach dem Ende des Zweiten Weltkrieges noch bis 1952. | Im Jahr 1975 wurde Bad Sassendorf als Moor- und Sole-Heilbad staatlich anerkannt. |
| Saline Soest                   | Soest            | Soest                 | 6. Jahrhundert                             | 13. Jahrhundert(?) | Siedesalz                           | Nur sehr spärliche Archivalien zum Siedebetrieb überliefert. Die Soester Saline bestand bereits um 591, wie die Laboruntersuchung des Holzes belegt. Das belegt, dass sich hier schon früh Salzproduktionsstätten nachweisen lassen. Da die Ausgräber auch auf Bleistücke stießen, während tönerne Gefäße ausblieben, vermutet die Archäologin und Buchautorin Dr. Susanne Jülich, dass die Soester Siedemeister Bleipfannen benutzten. | Die Archäologen haben die Saline von Soest von 1980 bis 1982 untersucht. Dort, wo heute ein Kaufhaus steht, fanden sie die Reste der Öfen, auf denen das Salzwasser gesiedet wurde. Außerdem entdeckten sie Holzreste von Brennholzlagerplätzen und von Ofenumhegungen, die Holzabdeckung eines Kanals und die Überreste von Flechtwerkzäunen. |
| Saline Unna, Saline Königsborn | Unna             | Königsborn (Unna)     | vor 1389                                   | 1940               | Siedesalz                           | Bis 6%ige Sole. Die Siedeherde der 5 Pfannen wurden etwa seit dem Jahre 1600 mit Steinkohle beheizt! Aus 1782 ist überliefert, dass die Gradieranlage eine Länge von 900 m hatte. Ein Solebehälter fasste 1200 m³ Sole. In 28 Pfannen wurden arbeitstäglich je 2,8 t Siedesalz erzeugt. | Spuren. |
| Saline Werdohl                 | Märkischer Kreis | Werdohl               | vor 1629                                   | um 1800            | Siedesalz                           | Sole 3%ig. Spärliche Überlieferungen zum Salinenbetrieb. | Keine Spuren. |
| Saline Werl                    | Soest            | Werl                  | Vorrömische Eisenzeit / frühes Mittelalter | 1919               | Siedesalz. Bis 8%ige Sole           | In Werl bezeugen Briqettage-Funde, die man in den 1970er Jahren gemacht hat, dass die Salzgewinnung bereits in der vorrömischen Eisenzeit mit Hilfe von Tontiegeln und Ziegelsäulen durchgeführt wurde. Erste Nachweise finden sich im Besitzverzeichnis des Klosters Werden. Im Laufe des Mittelalters entwickelte sich eine eigene Gilde, die Erbsälzer, die das vom König verbriefte Recht erhielten, alleine die Salzgewinnungsrechte in Werl zu besitzen. Aus anfänglich 44 Familien erhielten sich acht Erbsälzerfamilien, die schließlich für sich den Reichsadelsstand erwirkten. Die Salzgewinnung wurde bis ins 19. Jahrhundert an drei Standorten im Stadtgebiet ausgeführt und endete mit dem einsetzenden Kohleabbau im heutigen Stadtgebiet von Hamm. Durch den Bergbau wurden die unterirdischen Soleflüsse im Bereich Werl unterbrochen bzw. sorgten dafür, dass die Salzkontzentration nicht mehr ausreichte. Die Versuche, die Restsole für einen Kurbetrieb zu nutzen, wurden durch den 2. Weltkrieg und die Zerstörung der Kureinrichtungen einschlief. Sole 6%ig. Im 18. Jahrhundert gab es bis zu 14 Gradierwerke, die bis ins 20. Jahrhundert durch drei große Gradierwerke abgelöst wurden sowie 16 Siedehütten mit je einer Pfanne. | Heute erinnert der Kurpark mit Resten der ursprünglichen Solequelle und Relikten eines Kaminstumpfes sowie zahlreiche Herrenhäuser in und um Werl und Straßennamen an die ehemalige Salzerzeugung. In der heutigen Zeit beherbergt der Kurpark als grüne Lunge der Wallfahrtsstadt Werl eine voll funktionsfähige nachgebaute Siedehütte mit einer Siedepfanne, die zum Schausieden genutzt wird sowie ein Gradierwerks, also einer bei Salzgewinnung genutzten Konstruktion aus Holz und Schwarzdornzweigen. Im Städtischen Museum Werl werden Teile der gefundenen Briquettage sowie ein Nachbau eines Briquettage-Ofens gezeigt. |
| Saline Westernkotten           | Soest            | Stadtteil von Erwitte | vor 1027                                   | 1943(?)            | Siedesalz                           | In der Frühzeit herrschte der zeittypische Siedebetrieb. Erst Mitte des 19. Jahrhunderts wurde eine neue, etwa 8%ige Thermalsole erbohrt. Jährlich wurden bis zu 1500 t Salz erzeugt. | Bad Westernkotten ist heute ein staatlich anerkanntes Heilbad, dessen Heilanzeigen auf den örtlichen Heilmitteln Sole und Moor basieren. 1842 setzte Rentmeister Erdmann, ein Verwalter der in Westernkotten begüterten Familie von Papen, zum ersten Mal Sole zu Heilzwecken ein und legte damit den Grundstein für den heutigen Kurort. |

### Rheinland-Pfalz
| Name der Saline                      | Kreis         | Ort                                                  | Beginn                        | Ende                         | Salzarten | Anmerkungen zur älteren Geschichte | Heutiger Zustand |
| ------------------------------------ | ------------- | ---------------------------------------------------- | ----------------------------- | ---------------------------- | --------- | --- | --- |
| Saline Diedelkopf                    | Kusel         | Stadtteil von Kusel                                  | 1597                          | um 1750                      | Siedesalz | Nur 1%ige Sole. Immerhin wurden bereits anno 1598 77 Malter (= 8 t) Salz verkauft. Die davon erzielten Einnahmen überstiegen bereits die Ausgaben. Unter den Ausgaben sind auch Posten für Rinderblut, Eier und Butter. Das waren die seinerzeit üblichen Zusätze zur Solereinigung. Bald stieg die Jahresprokuktion auf ca. 50 t Siedesalz. | Spuren. Spätere Versuche bis in die letzten Jahrzehnte des 20. Jahrhunderts Sole zu fördern und auch für einen Kurbetrieb zu nutzen, blieben im Endeffekt erfolglos. |
| Saline Dürkheim                      | Bad Dürkheim  | Bad Dürkheim                                         | vor 1387                      | 1913                         | Siedesalz | 2%ige Sole. Anfangs sehr unrentabeler Salinenbetrieb. Erst nach 1736 wurden 5 neue Gradierwerke (Gesamtlänge 2300 m), Siedehäuser, Solebehälter und Salzmagazine errichtet. Bald erreichte die Jahresproduktion 600 t. Gradierwerk (Bad Dürkheim)                                                                                            | Am 7. April 2007 hat ein Feuer das 330 m lange Bauwerk zerstört. Bei der Brandbekämpfung waren etwa 200 Feuerwehrleute im Einsatz. Das unter Denkmalschutz stehende Wahrzeichen der Kurstadt aus dem Jahr 1847 war bereits 1992 teilweise abgebrannt. Die Saline wurde wieder aufgebaut und ist seit 2010 wieder im Salinenbetrieb. Die Saline wird als Freiluftinhaltionsort genutzt. |
| Salinen Theodorshalle und Karlshalle | Bad Kreuznach | Bad Kreuznach                                        | etwa seit dem 17. Jahrhundert | bis dato noch Solbad-Betrieb | Siedesalz | Üblicher zeitgenössischer Salinenbetrieb mit Gradierwerk, Siedehaus und Siedepfannen. | Heute kommt das salzhaltige Wasser aus einer 500 m tiefen Quelle im Salinental. Sie speist die Gradierwerke, das Freiluftinhalatorium im Kurpark mit dem Solezerstäuber und das Thermalbad sowie einige Reha-Kliniken. |
| Saline Münster am Stein              | Bad Kreuznach | Bad Münster am Stein-Ebernburg, OT von Bad Kreuznach | vor 1487                      | 1945                         | Siedesalz | Ca. 1%ige Sole. Aus den Anfangszeiten ist wenig überliefert. Am 7. Oktober 1843 kaufte der preußische Fiskus die Anlagen für 70.000 Taler. Jährliche Salzproduktion etwa 450 t. 1871 erwarb die Gemeinde Münster die Saline. | Dorngradierwerk, Freiluft-Inhalatorium. |

### Saarland
| Name der Saline      | Kreis                       | Ort                      | Beginn | Ende       | Salzarten     | Anmerkungen zur älteren Geschichte | Heutiger Zustand                    |
| -------------------- | --------------------------- | ------------------------ | ------ | ---------- | ------------- | --- | ----------------------------------- |
| Saline Rilchingen    | Regionalverband Saarbrücken | OT von Kleinblittersdorf | 1790   | 1836       | Siedesalz     | In der Saline wurde das Quellwasser mehrmals über ein Gestell aus Zweigen gepumpt (Gradierwerk). Durch Verdunsten von Wasseranteilen erhöhte sich dabei der Salzgehalt von ca. 2 % auf ca. 12 %. Diese „verdickte“ Sole wurde dann in großen Pfannen über Feuern eingedampft. Die Saline war trotz anfänglicher Erfolge zum Scheitern verurteilt – wahrscheinliche Ursachen: Relativ geringer Salzgehalt der Rilchinger Sole, Wirren der Französischen Revolution, Konkurrenz der französischen Salzproduzenten im nahen Lothringen und der neue Landesherr Preußen (nach dem Sturz Napoleons) besaß das Salzmonopol und diktierte einen Verkaufspreis, der für Rilchingen nicht kostendeckend war. | Spuren                              |
| Saline Sulzbach-Saar | Regionalverband Saarbrücken | Sulzbach/Saar            | 1560   | 1736       | Siedesalz     | Trotz der ersten urkundlichen Erwähnung von „solzpach“ 1346, begann die Sulzbacher Salzgeschichte, die der Stadt ihren Namen gab, erst 1549. Denn zu dieser Zeit ging Sulzbach, das zuvor mehreren Herren unterstanden hatte, durch ein Tauschgeschäft mit dem Pfalzgrafen von Zweibrücken ganz in den Besitz der Grafschaft Nassau-Saarbrücken über. Aus dem Jahr 1549 haben wir die Nachricht, dass der Salzbrunnen in diesem Jahr „aufgethan und gebraucht, also das Saltz alda gesotten und gemacht“ wurde | Salzherrenhaus und Salzbrunnenhaus. |
| Saline Merzig        | Merzig-Wadern               | Merzig                   | 2007   | in Betrieb | Siedesalz (?) | Die Saline wurde 2007 in Betrieb genommen und wird mit dem Heilwasser der Bietzer Heilquelle gespeist. Die Saline ist öffentlich zugänglich. Sie befindet sich im Stadtpark von Merzig. Neben ihr befindet sich auch ein Trinkbrunnen mit dem Biezer Heilwasser. Sie ist saisonal von Mai bis Oktober geöffnet. Sie ist die einzige aktive Saline im Saarland. | vollständig erhalten                |

### Sachsen
| Name der Saline  | Kreis         | Ort       | Beginn          | Ende | Salzarten | Anmerkungen zur älteren Geschichte | Heutiger Zustand |
| ---------------- | ------------- | --------- | --------------- | ---- | --------- | --- | --- |
| Saline Altensalz | Vogtlandkreis | Altensalz | vor 1493        | 1739 | Siedesalz | Hier traten schon seit Jahrhunderten Solequellen zutage, die ihren Ursprung nicht aus unmittelbaren Steinsalzlagern stammten, sondern unterirdisch aus dem Thüringen Becken zuflossen. Umfangreiche Salinengebäude einschließlich eines Gradierwerkes entstanden erst um 1721.                                                                                         | Mit dem Bau der Talsperre Pöhl kam die Salzquelle in deren Staubereich, wurde 1964 verschlossen und liegt heute unterhalb des Wasserspiegels der Talsperre. |
| Saline Erlbach   | Vogtlandkreis | Erlbach   | 15. Jahrhundert | 1701 | Siedesalz | Die älteste urkundliche Erwähnung datiert ins Jahr 1464, wo ein Engelhard Thoss mit einem Salzbrunnen belehnt wurde. Die anstehende Sole hatte nur einen Salzgehalt von 1 %, der einen gewinnbringenden Siedebetrieb eigentlich von vornherein ausschloss. Auch spätere weitere Salinenbesitzer scheiterten, bis endlich 1701 der Betrieb für immer eingestellt wurde. | Keine Spuren. |

### Sachsen-Anhalt
| Name der Saline                       | Kreis            | Ort                                        | Beginn                 | Ende            | Salzarten                                              | Anmerkungen zur älteren Geschichte | Heutiger Zustand |
| ------------------------------------- | ---------------- | ------------------------------------------ | ---------------------- | --------------- | ------------------------------------------------------ | --- | --- |
| Saline Angersdorf                     | Saalekreis       | Angersdorf                                 | 1928                   | 1969            | Siedesalz                                              | Eigentlich keine Saline im eigentlichen Sinne. Gelöste Steinsalz-Sole aus dem Bergwerk Angersdorf wurde in Siedepfannen gesotten. | Spuren. |
| Saline Aschersleben                   | Salzlandkreis    | Aschersleben                               | 12. Jahrhundert        | 1746            | Siedesalz                                              | Im Osten der Stadt soll nach recht unsicheren Angaben bereits im 12. Jahrhundert eine Solequelle zur Salzgewinnung genutzt worden sein. In der 1. Hälfte des 15. Jahrhunderts betrieb man in der Badenstedter Flur 2 Siedehütten. | Spuren. |
| Saline Auleben                        | Mansfeld-Südharz | Auleben bei Kelbra                         | 1540                   | 1620            | Siedesalz                                              | Ausgangspunkt bildete eine noch heute schüttende Salzquelle nahe der Numburg, zwischen Auleben und Kelbra, im unmittelbaren Umfeld des Kyffhäusergebirges. Bergmännisch hergestellte Schächte und Stollen dienten damals der Fassung der Sole. Die zutage geförderte Sole wurde zeitweise über eine Rohrleitung nach Kelbra transportiert. Nach mehreren erfolglosen Versuchen, den aus wirtschaftlichen Gründen aufgegebenen Salinenbetrieb wieder aufleben zu lassen, wurden die Bemühungen im 17. Jahrhundert eingestellt. | Spuren. |
| Saline Beesenlaublingen               | Salzlandkreis    | OT von Könnern                             | 1874                   | 1956            | Siedesalz                                              | Gesättigte Sole wurde aus einem 265 m tiefen Bohrloch gefördert. Gesotten wurde in zwei Pfannen von je 140 m² und getrocknet in einer Pfanne von 80 m² Bodenfläche. Brennstoff war Braunkohle. Jahresproduktion um 1900: rund 4000 t Speisesalz. | Spuren. |
| Saline Bernburg                       | Salzlandkreis    | Bernburg                                   | 1856                   | 1873            | Siedesalz                                              | Bergmännisches Steinsalz, in Wasser bis zur Sättigung gelöst, wurde in Siedepfannen gesotten. Einstellung 1873 wegen Unrentabilität. | Keine Spuren. |
| Saline Bad Dürrenberg                 | Saalekreis       | Bad Dürrenberg                             | 3. Mai 1744            | 1963/64         | Speisesalz, Vieh- und Gewerbesalz, Sole für das Solbad | Alte Gerechtsame 120 ha, 41 ar, 93 m². 9 Siedehäuser mit 9 Siedepfannen von 960 m² Pfannenfläche, Gradierwerke von 1.731 m Gesamtlänge, Solebehälter mit 24.000 m³ Rauminhalt. Der alte Solschacht hatte 223 m Teufe. | Neuer Solebrunnen am 24. Juni 2000 eingeweiht. Von den ehemals fünf Gradierwerken sind heute noch die Gradierwerke I bis III mit ihren Verbindungsbauten im Bereich des Kurparks ganz bzw. teilweise erhalten. Mit über 636 m Länge verfügt Bad Dürrenberg über die längste erhaltene Gradieranlage in Europa.                                                                                                |
| Saline Erdeborn                       | Mansfeld-Südharz | Erdeborn                                   | 15. Jahrhundert        | 16. Jahrhundert | Siedesalz                                              | Spärliche geschichtliche Überlieferungen. 1675 fand Bergvoigt Tobias Senff zwischen Erdeborn und Röblingen einen Schachtbrunnen und Spuren dreier Siedehütten. | Keine Spuren. |
| Saline Halle, Hallesche Pfännerschaft | Halle (Saale)    | Halle (Saale)                              | frühes Mittelalter     | 1964            | Siedesalz                                              | 4 Solbrunnen auf dem heutigen Hallmarkt: Meteritz- und Gutjahrbrunnen, Hackescher- und Deutscher Born. Salzproduktion stark schwankend (z. B. 1931: 1950 t; 1934: 9386 t). Die Sole hatte ca. 21 % NaCl. Die pfännerschaftliche Saline wurde 1869 eingestellt. Bereits 1721 wurde auf einer Saale-Insel die Königlich-Preußische Saline errichtet, welcher anfangs die Sole über eine Rohrleitung vom Hallmarkt zugeführt wurde. Ab 1926 wurde ein neuer Solbrunnen auf dem südlich gelegenen Holzplatz niedergebracht. 1868 wurde diese Saline von der Halleschen Pfännerschaft übernommen; 1964 stillgelegt. | Heute Halloren- und Salinemuseum. Das monatliche Schausieden im Siedehaus, bei dem Technik und Arbeitsweise der Salzgewinnung von der Förderung der Sole bis zum Abpacken des Siedesalzes aus dem 19. Jahrhundert vorgestellt werden, ist die zentrale Attraktion des Museums. Die Schausaline verkauft ihre Jahresproduktion von etwa 70 Tonnen an Besucher und Bäcker der Stadt.                            |
| Saline Kösen                          | Burgenlandkreis  | OT von Naumburg (Saale)                    | 1731                   | 1859            | Siedesalz                                              | 1730: In 147 m Teufe erschloss ein Schacht eine 4%ige Sole. 1731 entstand ein Gradierwerk und ein Siedehaus mit drei Pfannen. Jährliche Produktion: etwa 2500 t Siedesalz. | 325 m langes Gradierwerk, Soleschacht, Kurort. |
| Saline Kötzschau                      | Saalekreis       | OT von Leuna                               | vor 1333               | 1859            | Siedesalz                                              | In den nur etwa 3 km entfernten Dörfern Kötzschau und Teuditz wurde schon im Mittelalter zutagetretende Sole zur Salzgewinnung genutzt. Unrentabilität führte 1614 zur Betriebseinstellung in Teuditz. In der Saline Kötzschau errichtete man 1616 einen Soleschacht und Siedehäuser. | Spuren. |
| Saline Poserna                        | Burgenlandkreis  | OT von Lützen                              | 1577                   | 1588            | Siedesalz                                              | Schwierige geologische Bedingungen beim Abteufen des Solebrunnens, ohne Erfolg. Mehr als 160.000 Gulden verlorener Aufwand. | Spuren, Salzsümpfe. |
| Salinen zu Schönebeck                 | Salzlandkreis    | Schönebeck (Elbe)                          | Anfang 12. Jahrhundert | 1967            | Siedesalz, Solgewinnung für Badebetrieb                | Die älteste Saline im Schönebecker Raum befand sich im Dorf Elmen, erstmals 1197 urkundlich belegt. Die Sole hatte einen Salzgehalt von etwa 14 %. Im 13. Jahrhundert entstand bei Schadeleben eine weitere Siederei. Für sie bürgerte sich um 1230 der Name „dat grote Solt“, Saline Groß Salze ein. Die Elmener Saline benannte man „dat olle Solt“, Alt-Salze. Diese wurde 1369 stillgelegt und der Brunnen zugeschüttet. Absatzprobleme und königliche Order führten 1797 auch zur Stilllegung der Saline Groß Salze. 1704 wurde in Schönebeck eine neue staatliche Saline gegründet. Zunächst versottete man hier per Röhren von Elmen zugeleitete Sole. Um 1720 fand ein 57 m tiefer neuer Brunnen geeignete Sole mit hoher Schüttung. 1774 erschloss man in „Schacht Nr. 3“ in 81 m Tiefe eine noch ergiebigere Quelle (1,6 m³/min). 1780 entstand ein 1200 m langes Gradierwerk und 15 große Siedehäuser mit insgesamt 86 Pfannen. Ab 1857 wurde die Sole mit Steinsalz aus dem Bergwerk Staßfurt angereichert, ab 1890 mit untertägig gelöster Steinsalz-Sole aus dem eigens dafür geteuften „Graf-Moltke-Schacht“. | Erläuterung: Das alte Elmen bestand als Dorf Alt-Salze jedoch weiter. Es wurde 1894 mit der Stadt Groß-Salze vereinigt. 1926 erfolgte die Umbenennung der Stadt Groß-Salze in Salzelmen. Am 13. April 2005 erhielt der Stadtteil Bad Salzelmen endgültig den Status eines Heilbades. Von dem ursprünglich der Soleveredelung dienenden Gradierwerk sind noch 350 m erhalten und werden für Kurzwecke genutzt. |
| Saline Staßfurt                       | Salzlandkreis    | Staßfurt                                   | vor 1170               | 1859            | Siedesalz                                              | Die Saline Staßfurt befand sich 1170 am rechten Bode-Ufer. Besitzer waren mehrere Pfänner. Die Sole wurde aus einem über 60 m tiefen Brunnen mit großen Eimern durch die Kraft von jeweils zwei Pferden gehoben („Roßkunst“). 17%ige Sole; zu Beginn des 16. Jahrhunderts 30 Siedehütten. Die Pfänner beschäftigten neben den Siedemeistern und Siedeknechten weiterhin Abzähler, Pfannenschmiede, Grobschmiede, Seiler, Zimmerleute und Pfännenschreiber. Alle Arbeiter waren durch Eid verpflichtet, bis an ihr Lebensende über die Vorgänge in der Saline zu schweigen und nach altüberlieferter Methode stets gleiches Salz zu sieden. Kontraktbrüchige konnten auf ewige Zeiten aus der Stadt verbannt werden. | Spuren |
| Saline Suderode                       | Harz             | Bad Suderode                               | vor 1480               | 1636            | Siedesalz                                              | Soleschacht mit 1,1%iger Sole. Beimengungen u. a. von Calciumchlorid. | Der als Calciumsole-Heilbad klassifizierte Kurort ist im Besitz eines ganz besonderen Heilwassers. Der Behringer Brunnen zählt zu den stärksten Calciumquellen Europas. Im Kurzentrum gibt es ein 32 °C warmes Calciumsolebad mit Saunalandschaft, Badehaus und Tagungszentrum. Die Heilwirkung betrifft vor allem Knochen, Rücken, Kreislauf und Atemwege.                                                   |
| Salinen Sülldorf und Sohlen           | Magdeburg        | Beyendorf-Sohlen = Stadtteil von Magdeburg | vor 1299               | 1726            | Siedesalz                                              | 3%ige Solequelle in Sülldorf. Ob die Siedehütten in Sülldorf und in Sohlen der gleichen Pfännerschaft angehörten oder eigenständig waren, ist nicht belegt. | Spuren. |
| Saline Teutschenthal                  | Saalekreis       | Teutschenthal                              | 1912                   | 1947            | Siedesalz                                              | Bergmännisch unter Tage gewonnenes Steinsalz wurde aufgelöst und anschließend in einer Siedepfanne mit einer Jahreskapazität von einigen tausend Tonnen gesotten. Ab der 1930er Jahre existierte hier außerdem eine Vakuumsiedeanlage. | Keine Spuren. |
| Saline Thale                          | Harz             | Thale                                      | 1595                   | vor 1620        | Siedesalz                                              | Die Qualität der Sole (viel Magnesium- und Calciumgehalte), der späteren Hubertusquelle, machte den Siedebetrieb unattraktiv. Zur Erhöhung der Salzkonzentration der Sole errichtete man 11 Stroh-Gradierwerke (Länge 30 bis 60 m). | Spuren, Solequelle. |

### Schleswig-Holstein
| Name der Saline | Kreis    | Ort          | Beginn          | Ende | Salzarten | Anmerkungen zur älteren Geschichte | Heutiger Zustand                                                                                              |
| --------------- | -------- | ------------ | --------------- | ---- | --------- | --- | --- |
| Saline Oldesloe | Stormarn | Bad Oldesloe | 12. Jahrhundert | 1865 | Siedesalz | Die Oldesloer Saline war um 1150 das bedeutendste Wirtschaftsunternehmen im Herrschaftsbereich Adolf II. Streitigkeiten zwischen ihm und Heinrich dem Löwen führten 1153 zu einer Zerstörung der Saline durch Heinrich den Löwen, der diesen Schritt in der Überlieferung des Helmold mit der Konkurrenzsituation zu den Lüneburger Salzbergwerken begründete. Daraus wurde die falsche Hoffnung abgeleitet, die Saline sei ebenso ertragreich wie die Lüneburger Salzwerke, doch die Sole hatte einen Salzgehalt von lediglich 2 %. Friedrich Otto Graf von Dernath war seit 1773 Besitzer der Saline. Unter seiner Leitung entstanden vor allem die 1150 m Dorngradierung sowie neue Pfannen, Wasser- und Windkünste und ein neuer Solebrunnen. Die Salzproduktion, die jahrhundertelang kaum 100 t überschritten hatte, stieg auf etwa 500 t jährlich. Der Graf starb in Armut, nachdem die Saline sein Vermögen verschlungen hatte. Eine kurze Blütezeit erlebte die Saline nach 1806, als während der Kontinentalsperre Napoleons kein Seesalz importiert werden konnte. Die Jahresproduktion erreichte 2000 t. | Die Ländereien der Saline nutzte die Stadt als Gelände für den Kurpark, die Salinenstraße und die Oberschule. |

### Thüringen
| Name der Saline                | Kreis                    | Ort                      | Beginn   | Ende | Salzarten                                                  | Anmerkungen zur älteren Geschichte | Heutiger Zustand |
| ------------------------------ | ------------------------ | ------------------------ | -------- | ---- | ---------------------------------------------------------- | --- | --- |
| Saline Arnstadt                | Ilm-Kreis                | Arnstadt                 | 1851     | 1912 | Siedesalz                                                  | 1849 traf eine Bohrung in 260 m Teufe auf gesättigte Salzsole. Als nach Jahren der Salzgehalt abnahm, wurde von 1865 bis 1869 eine weitere Bohrung bis zur Teufe von 365 m niedergebracht. Zu Beginn des 20. Jahrhunderts produzierten 5 Salinisten in zwei Siede – und zwei Trockenpfannen jährlich etwa 1000 t Siedesalz. | Spuren. |
| Saline Artern                  | Kyffhäuserkreis          | Artern/Unstrut           | 1477     | 1964 | Siedesalz                                                  | Solschacht von 3,5 m Durchmesser erschloss am 28. Juli 1848 gespannte Salzlösung. Ein Siedehaus mit 4 Siedepfannen. Abgepumpt wurden monatlich ca. 4500 m³ aus 82 m Teufe. | Die Solquelle, die bis 1964 wirtschaftlich genutzt wurde, speist heute den Solgraben und das Soleschwimmbad und befindet sich im Parkfriedhof. Die Sole kommt aus einem 300 m tiefen Salzlager und hat ganzjährig eine Temperatur von 11,5 °C. Ein Liter Wasser enthält 22–25 g Salz sowie Kali- und Magnesiumsalze. Die Salzjahresförderleistung beträgt 22.400 m³. |
| Saline Bufleben                | Gotha                    | Bufleben OT von Nessetal | 1828     | 1933 | Siedesalz                                                  | Die in den Jahren 1826 bis 1828 unter zahlreichen bohrtechnischen Schwierigkeiten niedergebrachte erste Bohrung erschloss salzhaltige Wässer und wurde in einer Teufe von 700 Fuß (zwischen 197 m und 220 m) eingestellt. Eine nachträgliche Auswertung des Schichtenverzeichnisses durch Schlegelmilch 1985 kam zu dem Schluss, dass diese Wässer auf herzyn streichenden Störungsbahnen aufsteigen und stratigraphisch dem Mittleren Muschelkalk zuzuordnen sind. Bis 1901 wurden drei weitere Bohrungen bis zu einer Teufe von etwa 230 m niedergebracht. Für den Ausbau der Bohrlöcher finden sich Hinweise auf Holzröhren. Die Förderung erfolgte anfangs über Treträder in Verbindung mit Holztürmen bzw. Holzpyramiden. | Das ehemalige, ca. 4 ha große Salinengelände befindet sich am südlichen Ortsrand von Bufleben. Es bestand zu Beginn der Produktionsaufnahme aus zwei Wohnhäusern, vier Siedehäusern mit insgesamt fünf Siedepfannen und zwei Bohrhäusern mit Magazinräumen und Werkstätten. Einige der Gebäude und Anlagen, darunter das ehemalige Verwaltungsgebäude sowie der Schornstein eines der Siedehäuser, existieren noch heute |
| Saline Creuzburg               | Wartburgkreis            | Creuzburg                | vor 1426 | 1843 | Siedesalz                                                  | Seit alters her tritt hier eine Salzquelle zutage, die in die Werra abfließt. Sie wurde eingefasst und eine Creuzburger Pfännerschaft betrieb die Siederei. Kämpfe des Bauernkrieges beendeten 1525 die Salzgewinnung. Wiederaufnahme des Siedens 1542. Nach 1725 wurden 5 Dorngradierwerke und 3 neue Siedehäuser errichtet. | Spuren. |
| Saline Frankenhausen           | Kyffhäuserkreis          | Bad Frankenhausen        | um 775   | 1945 | Siedesalz                                                  | Im Mittelalter befand sich hier eine der leistungsfähigsten und auch wissenschaftlich bedeutendsten Salinen Deutschlands. Ein erster Niedergang des Salinenbetriebes ereignete sich, wie auch anderenorts, bereits im Spätmittelalter auf Grund des durch massive Rodungen verursachten Mangels an Feuerholz. | Im 19. Jahrhundert ging die Bedeutung der Saline Bad Frankenhausen stark zurück und die Sole wurde vorwiegend noch zu Heilzwecken genutzt. Bis heute erfolgt hier die Nutzung von Steinsalzsole aus einer Bohrung für balneologische Zwecke. |
| Saline Ilversgehofen           | Stadtteil von Erfurt     | Erfurt-Ilversgehofen     | 1869     | 1912 | Siedesalz                                                  | Hier betrieb der Preußische Staat wenige Jahrzehnte lang ein Steinsalzbergwerk, dem eine kleine Saline angeschlossen war. Die benötigte Sole erzeugte man durch untertägiges Aussolen. Zwei Siedepfannen und nachgeschaltete Trockenpfannen lieferten jährlich etwa 2000 t Siedesalz. Am 1. Mai 1916 wurde das Steinsalzbergwerk wegen erheblicher Mängel bergpolizeilich gesperrt. Infolgedessen kam auch der Salinenbetrieb zum Erliegen. | Spuren, Straßennamen. |
| Saline Köstritz                | Greiz                    | Bad Köstritz             | 1831     | 1909 | Siedesalz                                                  | Eine Bohrung fand 1822 in 140 m Teufe ein Steinsalzlager. Salinenbetrieb am 3. August 1831 feierlich eröffnet. Produktion in 3 Pfannen erbrachte etwa 1600 t Siedesalz pro Jahr. | Spuren. |
| Saline Lindenau-Friedrichshall | Landkreis Hildburghausen | Lindenau                 | vor 1152 | 1847 | Siede-, Glauber- und Viehsalz, Bittersalz und Bitterwasser | 1152 in Bamberger und Würzburger Urkunden erstmals erwähnt, bis 1425 in Betrieb und beim Hussiteneinfall zerstört. Nach 1704 ließ Herzog Ernst von Sachsen-Hildburghausen über der Bohrung ein Brunnenhaus sowie ein Siedehaus nebst Gradierwerk errichten. Im 20. Jhd. Bitterwassergewinnung und kurzzeitig Kurbadbetrieb | 2 Solequellenhäuschen über noch schüttenden Quellen; das intakte Abfüllgebäude wird z. Zt. nicht genutzt. |
| Saline Oberilm                 | Ilm-Kreis                | Stadtilm-Oberilm         | 1905     | 1999 | Siedesalz                                                  | Im Dezember 1901 erteilte das Fürstlich Schwarzburgische Ministerium des Inneren die Genehmigung zur Errichtung einer Saline in Stadtilm. Daraufhin wurde im Jahr 1902 die Gewerkschaft „Schwarzburger Salinen“ gegründet. Im Jahr 1903 begann die Errichtung der Saline sowie der Außenanlagen. Aus verkehrstechnischen Gründen wählte man einen Standort in der Nähe des Bahnhofes Stadtilm. Über ein eigenes Anschlussgleis konnten so die benötigten großen Mengen an Kohle antransportiert und das hergestellte Siedesalz versandt werden. Im April 1905 floss die erste Sole durch die etwa 7 km lange Leitung von Dörnfeld nach Stadtilm. Die Produktionskapazität lag seinerzeit unter 3.000 t/a. Mit der Umwandlung in eine Aktiengesellschaft sowie mit technischen Verbesserungen, wie der Inbetriebnahme einer dritten Produktionsbohrung, gelang es in den Folgejahren die Produktion auf etwa 10.000 t/a zu steigern. | Nach der politischen Wende schlossen sich zunächst das Steinsalzwerk Bernburg und die Saline Oberilm im Jahr 1990 zur Mitteldeutschen Salzwerke GmbH zusammen. Im Jahr 1993 wurde der Salinenbetrieb als Saline Oberilm GmbH & Co. KG bei Übernahme aller Arbeitskräfte privatisiert. Ab 1994 erfolgte aus Umweltschutzgründen der Umbau der ersten Siedepfanne von Rohbraunkohle auf Erdgas. Gleichzeitig wurde die Konfektionierung des Siedesalzes Schritt für Schritt modernisiert. Mit der Saline Oberilm wurde am 15. Jan. 1999 der letzte Salinenbetrieb Thüringens zur Produktion von Siedesalz stillgelegt. |
| Saline Salzungen               | Wartburgkreis            | Bad Salzungen            | vor 775  | 1952 | Siede-, Vieh- und Düngesalz                                | Gerade die Ränder der Mittelgebirge waren prädestiniert für das Auftreten von Salzquellen auf Grund von Ablaugungsvorgängen an den oberflächennah herausgehobenen Zechsteinsedimenten. Die Saline in Salzungen an der Werra gehörte zu den ältesten europäischen Pfannensalinen und wird bereits in einer Urkunde Karls des Großen im Jahr 775 erwähnt, als dieser „seinen Reichs- und Salinenort“ an das Kloster Hersfeld mit dem Zehnten desselben belehnte, damit die Mönche jenes Kloster für sein Seelenheil beten möchten. Auf eine wesentlich frühere Nutzung von Steinsalzsole aus Salzquellen im Raum Salzungen weisen keltische Funde im Gebiet der Solequellen und in der Umgebung (Funde Leimbach) hin. Ein weiterer Hinweis dafür könnte die von Tacitus in den „Annalen“ beschriebene Schlacht um Salzquellen zwischen den germanischen Stämmen der Chatten und Hermunduren sein, die im Jahr 58 wahrscheinlich an der Werra stattgefunden hat. Anfang des 20. Jahrhunderts beschäftigte der Salinenbetrieb etwa 70 Arbeiter, die jährlich 250.000 bis 300.000 Zentner Salz produzierten. | Bad Salzungen besitzt seit Anfang des 20. Jahrhunderts nur noch zwei Gradierhäuser, die jedoch hauptsächlich zu Inhalationszwecken gebraucht werden, hinsichtlich der Salzgewinnung aber noch die Aufgabe haben, das aufgelöste Eisen in der Sole zu entfernen. |
| Saline Schmalkalden            | Schmalkalden-Meiningen   | Schmalkalden             | vor 1455 | 1834 | Siedesalz                                                  | Anfängliche Siedeversuche scheiterten an der wirtschaftlichen Verwendung der schwach salzhaltigen Sole. 1732 übernahm Landgraf Wilhelm VIII.die Saline in Eigenregie und errichtete einen neuen Solebrunnen, zwei Siedehäuser und ein 16 m hohes Gradierwerk, über das die Sole mehrfach geleitet wurde, um einen höheren Salzgehalt zu erreichen. | Spuren |
| Saline Stotternheim            | OT von Erfurt            | Erfurt-Stotternheim      | 1828     | 1951 | Siedesalz                                                  | Nachdem bereits zu Beginn des 19. Jahrhunderts an verschiedenen Stellen die Salzlager im Thüringer Becken erbohrt und Salinen errichtet worden waren, konnte Ende 1827 der aus Süddeutschland stammende Salinist Karl Christian Friedrich Glenck nahe dem kleinen Dorf Stotternheim, 8 km nördlich von Erfurt, eine Sole mit beträchtlichem Salzgehalt erbohren. | Einige ehemalige Salinengebäude werden heute als Lager- bzw. Wohnhäuser genutzt |
| Saline Sulza                   | Weimarer Land            | Bad Sulza                | vor 1064 | 1967 | Siedesalz                                                  | Eine Salinenanlage wird jedoch erst im 16. Jahrhundert erwähnt. Anfänglich wurden bis zu 10 m tiefe Schächte abgeteuft, um die Sole zu fördern. Um 1752 erfuhr das Salinenwesen in Bad Sulza durch Johann Friedrich von Beust infolge einer großzügigen Erneuerung aller Anlagen, dem Abteufen eines neuen Schachtes und dem Bau neuer Gradierwerke einen bemerkenswerten Aufschwung. Im 18. Jahrhundert wurden Schachtteufen von 60 m erreicht. Vom Schachttiefsten aus wurde die Sole mittels Bohrungen, die nochmals eine Teufe von bis zu 80 m erreichten, aufgeschlossen. | Spuren. |